# Санта Марија ла Фоса
Санта Марија ла Фоса (итал. Santa Maria la Fossa) је насеље у Италији у округу Казерта, региону Кампанија.
Према процени из 2011. у насељу је живело 2397 становника. Насеље се налази на надморској висини од 19 м.

## Становништво
| 1931. | 1936. | 1951. | 1961. | 1971. | 1981. | 1991. | 2001. | 2011. |
| ----- | ----- | ----- | ----- | ----- | ----- | ----- | ----- | ----- |
| 1.836 | 1.918 | 2.917 | 2.929 | 2.829 | 2.705 | 2.629 | 2.647 | 2.682 |